# Eurycypris latissima
Eurycypris latissima är en kräftdjursart som först beskrevs av O. F. Mueller 1776.  Eurycypris latissima ingår i släktet Eurycypris och familjen Cyprididae. Inga underarter finns listade i Catalogue of Life.